# 吳蒙恩
吳蒙恩（1967年1月25日—），中國文化大學戲劇系影劇組畢業。曾任台灣電視公司節目部企劃、戲劇導播。

## 企劃、編審作品(節錄)
以下皆2000-2002，台灣電視公司
- 薰衣草
- 吐司男之吻
- 極速青春
- 紫色角落
- 《文學劇場-王禎和在台視》之嫁妝一牛車、香格里拉、二隻老虎

## 導播導演作品(節錄)
| 年 份  | 劇 名                           |
| ------ | ------------------------------- |
| 2002年 | 《好運今年輪到我》              |
| 2003年 | 《再見阿郎》                    |
| 2004年 | 《我的寵物老公》(易名-但以理吳) |
| 2005年 | 《好美麗診所》(易名-但以理吳)   |
| 2006年 | 《愛情機器》                    |
| 2006年 | 《神機妙算劉伯溫》              |
| 2009年 | 《開封有個包青天》              |
| 2009年 | 《真情滿天下》                  |
| 2009年 | 《天下父母心》                  |
| 2010年 | 《家和萬事興》                  |

## 電視劇導演作品
| 年 份  | 劇 名                           |
| ------ | ------------------------------- |
| 2012年 | 《真愛找麻煩》                  |
| 2012年 | 《剩女保鑣》                    |
| 2013年 | 《美味的想念》                  |
| 2013年 | 《真愛黑白配》                  |
| 2014年 | 《我的自由年代》                |
| 2014年 | 《幸福兌換券》                  |
| 2015年 | 《金魚媽媽》                    |
| 2015年 | 《來自未來的史密特》            |
| 2015年 | 《甘味人生》（前期）            |
| 2016年 | 《我喜歡你 你知道嗎（愛浪篇）》 |
| 2016年 | 《飛魚高校生》                  |
| 2017年 | 《只為你停留》                  |
| 2019年 | 《美味滿閣》                    |
| 2020年 | 《廢財闖天關》                  |
| 2021年 | 《我的神使大人》                |
| 2023年 | 《金魚草之戀》                  |
| 2024年 | 《但願人長久》                  |
| 2024年 | 《阿榮與阿玉》                  |

## 獲獎紀錄
- 《我的自由年代》入圍第49屆金鐘獎電視金鐘獎戲劇節目導演獎、戲劇節目獎、戲劇節目編劇獎、戲劇節目男配角獎、節目行銷獎(獲獎)。

## 外部連結
- 吳蒙恩在互联网电影资料库（IMDb）上的資料（英文）